# Asphodelus refractus
Asphodelus refractus är en grästrädsväxtart som beskrevs av Pierre Edmond Boissier. Asphodelus refractus ingår i släktet afodiller, och familjen grästrädsväxter. Inga underarter finns listade i Catalogue of Life.